# Policatenano

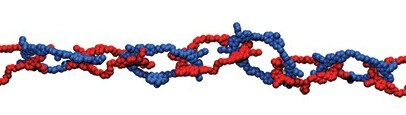
Modello di un policatenano.

Un policatenano è un composto chimico che, similmente alla classe dei polimeri, è costituita da un gran numero di unità costituite da anelli, concatenati tra loro, in una struttura a catena.
È composta da catenani congiunti meccanicamente con link di Hopf, ottenendo nella struttura finale una dimensionalità superiore rispetto all'unità ripetitiva di partenza. Sono una classe di catenani in cui il numero di macrocicli è superiore a due e appartengono alla grande famiglia delle architetture molecolari meccanicamente interconnesse.

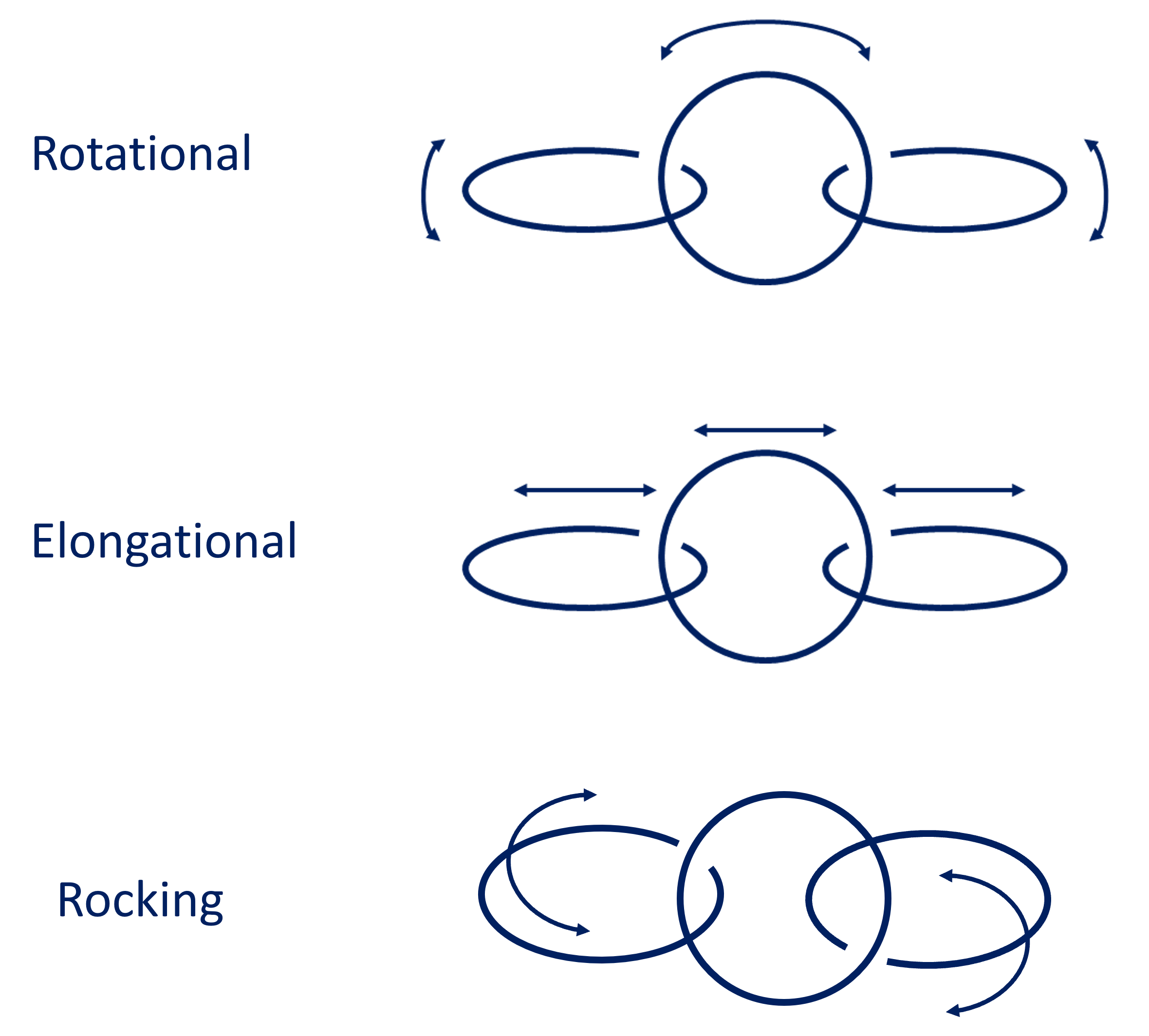
Gradi di libertà degli anelli di un policatenano.

La caratteristica principale dei policatenani è che sono la presenza nella struttura di legami meccanochimici  oltre ai più tipici legami covalenti. Tratto distintivo dei legami mecchanochimici è che per separare due anelli è necessario fornire sufficiente energia per rompere almeno un legame covalente. I catenani possono essere definiti dal numero di unità n che li costituiscono, ottenendo [n]-catenani. Quando il numero di anelli costituenti il policatenano è sufficientemente elevato la struttura viene chiamata poli-[n]-catenano. La differenza principale tra i poli-[2]-catenani e i poli-[n]-catenani è l'unità ripetitiva, come un monomero può esserlo per un polimero. Nel primo caso il monomero è definito da due anelli intrecciati che si ripetono continuamente nel policatenano finale, mentre nel secondo caso c'è un solo anello che ripete il processo di incastro, su anelli identici, per un gran numero di volte. Se gli anelli del policatenano sono tutti dello stesso tipo, questo può essere definito omocatenano mentre se le subunità sono diverse si ha un eterocatenano.
Come una normale catena, il grado di moto di queste strutture è molto elevato, più di un normale polimero, perché gli anelli possiedono un moto rotatorio, allungato e oscillante reciproco tra i rispettivi anelli. Questa flessibilità viene mantenuta anche se i macrocicli stessi sono di per sé molto rigidi. Questo perché la mobilità della struttura catenanica è data anche dalla capacità degli anelli di muoversi l'uno rispetto all'altro. Questa mobilità influenza le proprietà finali del materiale (che siano meccaniche, reologiche, termiche...) e ne fornisce un comportamento dinamico.

## Classificazione

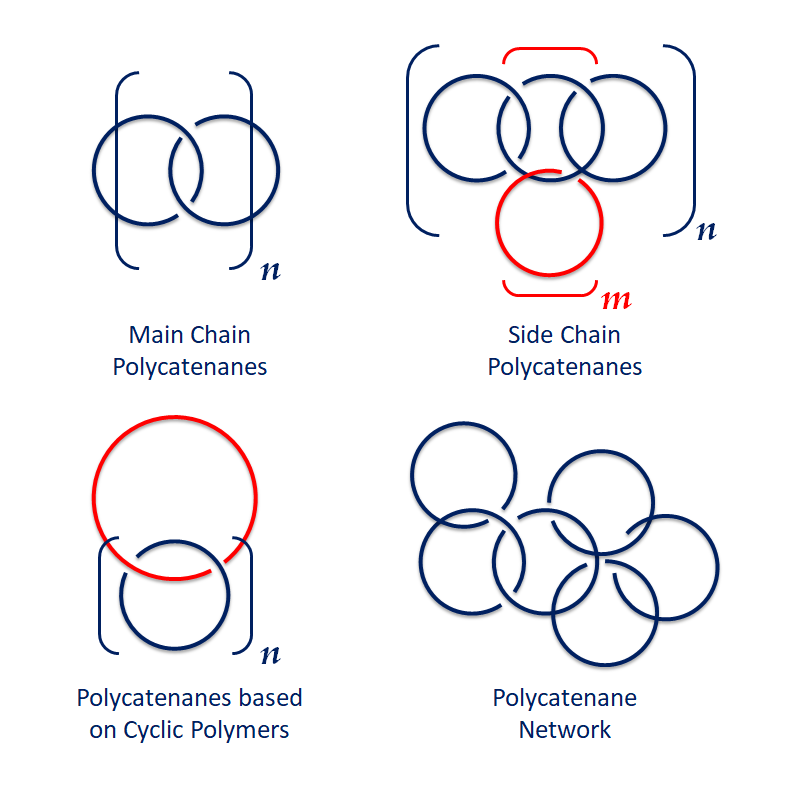
Quattro classi principali di un policatenano.

A seconda di come gli anelli si interconnettono tra loro nella catena polimerica, i policatenani possono essere suddivisi in policatenani a catena lineare e policatenani a catena laterale.
I policatenani a catena lineare sono, come suggerisce il nome, catenani i cui anelli si incastrano uno dopo l'altro seguendo la catena principale per un gran numero di unità. In questa categoria ricadono anche oligomeri collegati fisicamente anche se non interconnessi tra loro. La stabilità della struttura non è data solo dai legami meccanici ma anche dai legami idrogeno e dalle interazioni π-π tra gli anelli.
I policatenani con catene laterali sono invece quelli dotati di ramificazioni, in cui più oligomeri sono collegati sullo stesso anello rispetto alla struttura principale. Questo tipo di catenano viene sintetizzato funzionalizzando i macrocicli in modo che si conferisca una direzionalità controllando la ramificazione.
Esistono anche altri tipi di policatenani come quelli basati su polimeri ciclici, dove i macrocicli sono interconnessi a dei polimeri ciclici, o i policatenani intersecati, quando i catenani sono interconnessi tra loro in una rete.

### Nanoscatole concatenate
L'anello ripetitivo del policatenano può anche non necessariamente essere un macrociclo di natura organica. Si possono costruire delle nanoscatole metallorganiche (per coordinamento di unità organiche e inorganiche) che si possono concatenare tra loro in una struttura policatenanica. Il meccanismo non è ancora pienamente conosciuto ma spesso le subunità si autoassemblano in una gabbia 0D e, in un processo concertato, si incastrano insieme in una polycatenano lineare o multidirezionale. Talvolta lo stato finale dato gabbie concatenate è più stabile rispetto alla scatola monomerica di per sè, che può formarsi passando attraverso un intermedio di reazione favorito. La sintesi può seguire un percorso statistico o controllato, formando più o meno prodotto, ma ci sono alcuni casi in cui le modifiche post-sintetiche possono aumentare le rese del prodotto. Le gabbie catenate possono essere applicate in un'ampia gamma di applicazioni grazie all'elevato grado di vuoto.

## Sintesi e applicazioni

### Sintesi
I policatenani sono distinti da una elevata difficoltà sintetica. La formazione di poli-[2]-catenani può essere ottenuta mediante polimerizzazione di [2]-catenani funzionalizzati. [3]-catenani, [5]-catenani, [6]-catenani e [7]-catenani sono riportati in molti articoli. Viceversa, la sintesi di poli-[n]-catenani trova invece alcuni problemi pratici. A tal proposito, la simulazione dinamica molecolare è molto utile come strumento per la progettazione di un percorso sintetico ottimale verso l'ottenimento di un prodotto desiderato.
Esistono due percorsi sintetici principali: l'approccio statistico e l'approccio per sintesi diretta.
L'approccio statistico si basa su una metodologia stocastica. Quando i reagenti sono insieme, c'è una probabilità che si incastrino tra loro inizialmente e successivamente si chiudano l'uno sull'altro in un processo di ciclizzazione. La concatenazione di soli due anelli in un catenano è già complessa, quindi, come previsto, l'incastro di più cicli in un policatenano è statisticamente improbabile. Essendo un processo entropicamente sfavorevole il prodotto si ottiene in quantità molto piccola. Inoltre, il processo di ciclizzazione richiede elevate diluizioni, ma l'allungamento della catena è favorito ad alte concentrazioni, rendendo la sintesi ancora più difficile.

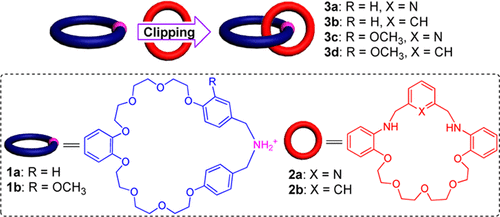
Esempio di sintesi diretta di un catenano.

L'approccio diretto invece si basa sulle interazioni host-guest che possono dirigere la ciclizzazione di unità preorganizzate su un macrociclo esistente. Queste interazioni possono essere legami a idrogeno, interazioni π-π, interazioni idrofobiche o legami di coordinazione. In questo modo la sintesi può essere controllata entalpicamente, ottenendo risultati quantitativi.
La resa e la selettività sono limitate dal controllo cinetico o termodinamico della reazione.
Generalmente il controllo cinetico induce la formazione di un prodotto per brevi tempi di reazione perché favorito per reazioni irreversibili (o reazioni di equilibrio molto spostate verso la formazione dei prodotti). Il prodotto termodinamico si ottiene invece per tempi di reazione più lunghi per processi reversibili. In questo caso le unità hanno il tempo di riorganizzarsi verso lo stato più stabile, in una sorta di processo di "error-checking". Questo si ottiene quando i legami covalenti e di coordinazione vengono rotti e si formano quelli più stabili.

### Applicazioni
Dato che quello dei policatenani è un campo di studio relativamente recente, le proprietà di questi materiali non sono ancora completamente esplorate e comprese. Il tipo di legame che caratterizza l'intera struttura (legami covalenti, non covalenti, meccanici...), il grado di mobilità della catena, le interazioni tra le diverse catene e la frazione di vuoti dei catenani sono tutti fattori che contribuiscono alla proprietà finali. Essendo strettamente imparentabili alla famiglia dei Metal Organic Frameworks, i catenani condividono tutte le potenziali applicazioni di questa classe di composti. Tra questi vi sono applicazioni in campo biomedico, catalisi, in dispositivi elettronici, sensing o in campi molto recenti e in rapido sviluppo come le macchine molecolari.